# Тамдао (национальный парк)
Тамдао (вьет. Tam Đảo) — национальный парк на севере Вьетнама.

## Физико-географическая характеристика
Территория парка составляет 368,83 км² и включает горный хребет Тамдао. Горный хребет Тамдао протянулся на 80 км в направлении с северо-запада на юго-восток от округа Шонзыонг в провинции Туенкуанг до округа Мелинь в провинции Виньфук.
Максимальная высота над уровнем моря достигает 1592 метров.

## Флора и фауна
Тамдао уже долгое время привлекает исследователей растительного и животного мира. На территории проводились различные исследования начиная с 1923 года, когда Альфред Петело (Alfred Petelot) собрал свою коллекцию растений в регионе. Последние результаты, включающие исследования 2005—2006 годов, говорят, что в парке обитает 91 вид, включая 27 видов хищников, 25 видов летучих мышей, 19 видов грызунов, 9 видов приматов, 5 видов парнокопытных, 4 вида насекомоядных.
Среди 41 вида крупных млекопитающих часто встречаются кабан (Sus scrofa), мунтжаки (Muntiacus), китайский барсук (Melogale moschata), свиной барсук (Arctonyx collaris), енотовидная собака (Nyctereutes procyonoides), харза (Martes flavigula), гималайская цивета (Paguma larvata), мусанг (Paradoxurus hermaphroditus), большая виверра (Viverra zibetha), малая цивета (Viverricula indica), яванский мангуст (Urva javanica), мангуст-крабоед (Urva urva), лесной кот (Felis silvestris), седая бамбуковая крыса (Rhizomys pruinosus), малайский дикобраз (Hystrix brachyura), двухцветная белка (Ratufa bicolor). Популяция других видов на территории парка очень мала и составляет менее сотни особей: выдра (Lutra lutra), индийский замбар (Rusa unicolor), тонкинский гульман (Trachypithecus francoisi), свинохвостый макак (Macaca nemestrina), китайский ящер (Manis pentadactyla), волк (Canis lupus), малайский медведь (Helarctos malayanus), гималайский медведь (Ursus thibetanus), мраморная кошка (Pardofelis marmorata), дымчатый леопард (Neofelis nebulosa). Среди 25 видов мелких млекопитающих краснобрюхая белка (Callosciurus erythraeus), краснощёкая белка (Dremomys rufigenis), белка Перни (Dremomys pernyi), равнинная полосатая белка (Tamiops maritimus), лаосская скальная крыса (Laonastes aenigmamus), каштановая крыса (Niviventer fulvescens), домовая мышь (Mus musculus). Отдельно выделяются летучие мыши: обыкновенный листонос (Hipposideros larvatus), азиатский подковонос (Rhinolophus affinis), кашмирский трубконос (Murina tubinaris). Кроме того на территории парка можно увидеть могильника (Aquila heliaca). Северовьетнамский тритон, который обитает на территории парка, является эндемиком северного Вьетнама. На территории парка обитает два редких вида насекомых: Amenotaxus arotaenia и Fokienia hodginsii.

## Взаимодействие с человеком
С 1977 года территория охраняется государством. В этом году премьер-министр Вьетнама подписал указ об охране леса в провинциях Виньфук, Тхайнгуен, Туенкуанг общей площадью 190 км². В 1986 году охраняемая территория приобрела своё название, а её охрана была возложена на провинции. Спустя 10 лет, в 1996 году, территория получила статус национального парка, управляемого министерством сельского хозяйства и развития сельской местности. Переход к новому статусу был связан с инвестиционным планом, разработанным FIPI в 1993 году. С 2002 года часть территории национального парка входит в список объектов BirdLife International.
Территория парка разделена на три части: зону строгой охраны, расположенную на высоте 400 метров над уровнем моря и выше, общей площадью 172,95 км², зону экологической реабилитации, которая была добавлена к парку позднее и во многих местах изменила состав растительности, площадью 153,98 км² и административную и туристическую зону — участок площадью 23,02 км² на северо-западном склоне горы, включающий водопад Copper Charm Silver Falls.